# デストロイヤー・カービン
デストロイヤー・カービン（Carabina Destroyer）は、スペインで開発された小口径ボルトアクション式小銃である。9x23mmラルゴ弾を使用する。1920年代初頭に設計され、エル・ティグレ・ライフル（ウィンチェスター M1892のコピー製品）などを更新するべく、スペインの警察および刑務所、グアルディア・シビルなどの法執行機関で採用された。

## 概要

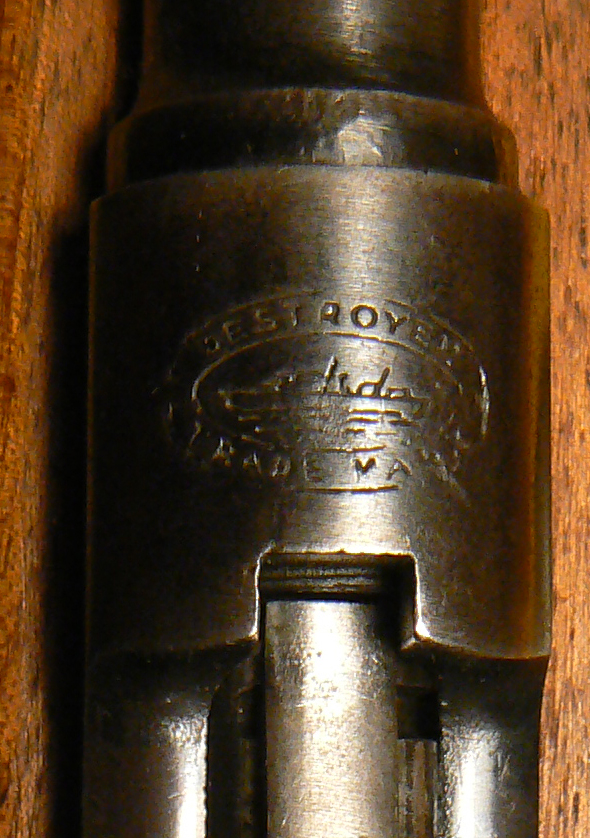
デストロイヤー・カービンの機関部に刻印されたブランドのロゴマーク

1920年代のグアルディア・シビルでは、標準拳銃として9mmラルゴ弾仕様のベルグマンM1896などが配備されていた。デストロイヤー・カービンは、陸軍の制式小銃であったモーゼルM1893（スパニッシュ・モーゼル）を、9mmラルゴ弾仕様としてスケールダウンしたライフルであり、2点式の安全装置などの特徴も多くのモーゼル式小銃と同一である。機関部は可鍛鋳鉄製で、弾倉口はプレス加工で形成されていた。給弾はM1896拳銃用の6発または10発の着脱式箱型弾倉から行われる。デストロイヤー・カービンの前身として、モンセラート・カービン（Carabina Montserrat）がある。1920年、軍需品取扱業者イホ・デ・B・カステルス社（Hijo de B. Castells）が「モンセラート」のブランド名を用い、9mm口径のモーゼル・カービンを発表した。この名はカタルーニャの民兵組織ソマテンの守護聖人であったモンセラートの聖母に由来し、カステルス社はソマテンの主要火器供給業者だった。モンセラート・カービンの設計に関する特許は、1919年に当時有力な小火器設計者として知られていたD・フアン・ヘノバ大佐（D. Juan Génova）によって取得されている。その後、カステルス社はエイバルのガスタニャーガ社（Gaztañaga y Compañía）とモンセラート・カービンの製造契約を結んだ。
ガスタニャーガ社では、デストロイヤー・カービンなる名称でモンセラート・カービンの製造を行った。「デストロイヤー」（Destroyer）は、ガスタニャーガ社が採用していたブランド名であり、駆逐艦を意味する英単語に由来する。1914年、自動式拳銃を発表する際に初めて使われた（デストロイヤー・ピストル）。カタログには、元々のモンセラート・カービンの製造開始年に基づく「1921年式」（Modelo 1921）という型式名のまま掲載されていたが、実際にはガスタニャーガ社にて独自の改良が加えられており、モンセラート・カービンとデストロイヤー・カービンを比べると、何点かの差異が見られる。固定式弾倉に代わって着脱式弾倉が採用されたのもこの時である。1924年、ガスタニャーガ社は一連の改造について「デストロイヤー・カービンに加えられた改良」という名称で特許を取得しており、デストロイヤー・カービンとして流通した製品の大部分はこの改良を含む設計に基づいている。
ミゲル・プリモ・デ・リベラ将軍による軍事政権時代（1923年 - 1930年）を通じ、同時期に多数設計されていた同種の小口径小銃と共に、法執行機関向けの装備品としてスペイン全国に広く普及した。ソマテンが1931年に解散した後も、この種の小口径小銃は自然保護官向け装備や猟銃として販売が続いたが、多くのメーカーでは1936年に勃発したスペイン内戦の最中に製造を中止した。ガスタニャーガ社も製造を中止したが、後にアイラ・ドリア社（Ayra Duria S.A）がデストロイヤー・ブランドを買収し、複数の改良を加えた上でデストロイヤー・カービンの生産を再開した。
1970年代、法執行機関においてエスタラZ-62短機関銃への更新が始まり、1976年に製造が終了した。製造番号から、およそ4万丁から5万丁が製造されたと推定されている。
フランシスコ・フランコ政権下では、グアルディア・アサルトやポリシア・アルマダでも広く配備されていた。また、都市部の法執行機関で現役を退いた後も、グアルダス・デ・カンポ（辺境・森林警備隊）のような機関では長らく使用されていた。

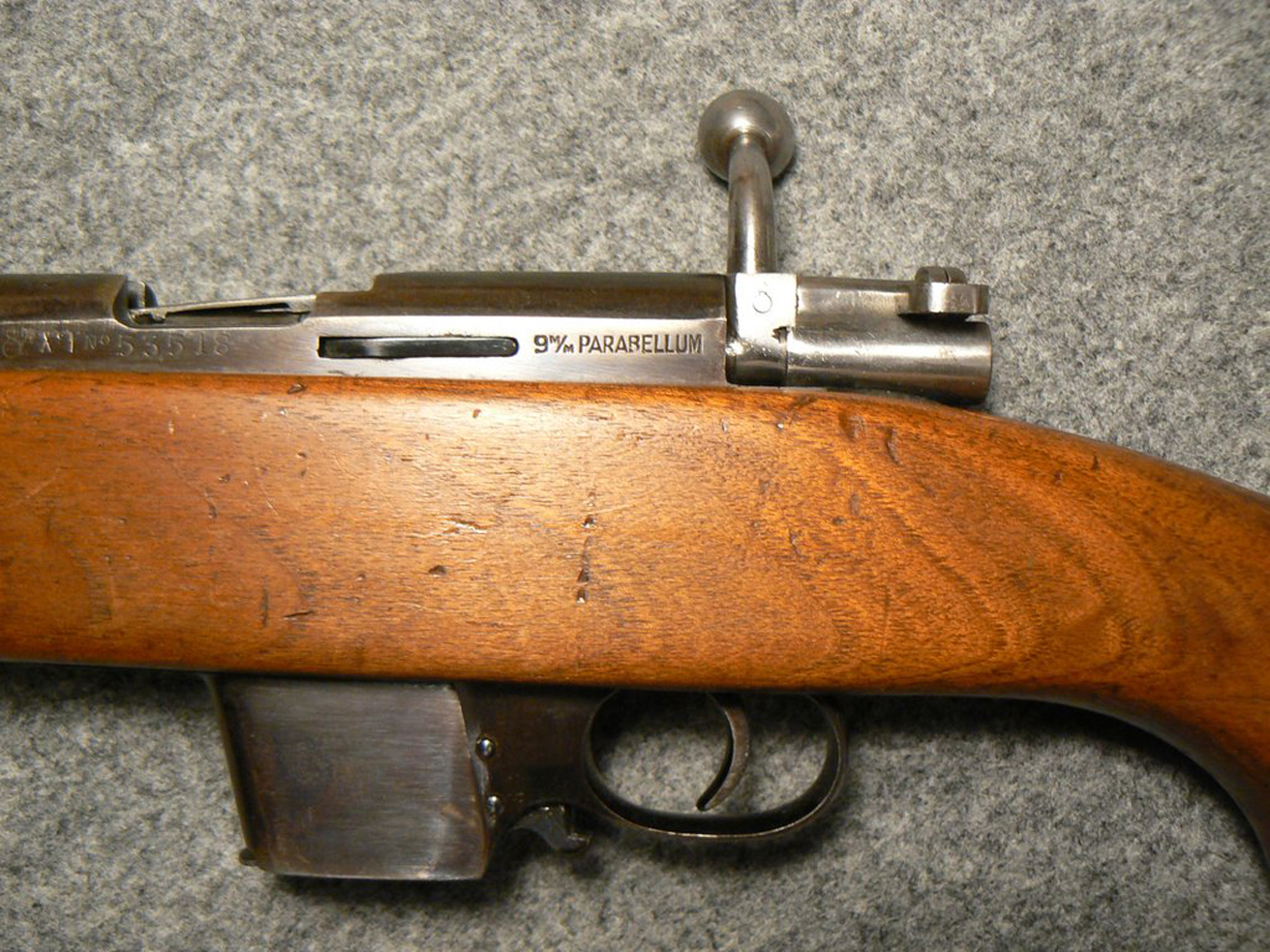
9x19mmパラベラム弾仕様であることを示す刻印

9x19mmパラベラム弾仕様のモデルは輸出用に設計されたと言われている。このモデルは9mmラルゴ弾仕様のものと区別するため、機関部に刻印があった。そのほか、.38 ACP弾や.38スーパー弾仕様のモデルも販売されていた。

## ウェーベルの消音カービン
ベトナム戦争の最中、元OSSエージェントでミリタリー・アーマーメント・コーポレーション社（MAC）の共同創業者でもあるミッチェル・ウェーベル三世は、デストロイヤー・カービンを原型とする特殊任務用消音銃の開発を試みた。ウェーベルの描いたコンセプトは、第二次世界大戦中に使用されたデ・リーズル カービンをモデルとしつつも、実戦の中で報告された破損の頻発や精度の低下などの欠点を解消する、「モダンなデ・リーズル」というものだった。9mmラルゴ弾仕様であるボルトの再加工を省略できることと、強力な弾薬を使う場合に機関部の強度に不安があるとされたことから、使用弾薬には.45ACP弾ではなく9x19mmパラベラム弾が選ばれた。
ウェーベルによる消音デストロイヤー・カービンは、少なくとも5種類が試作された。このうち、モスバーグ製4倍スコープと折畳式ワイヤストックを備え、銃口から機関部近くまでを覆う大型の二段式消音器を組み込んだモデルは、1960年代後半にベトナム共和国陸軍歩兵学校へと持ち込まれ、デモンストレーションが行われた。また、どのバリエーションが用いられたのかは不明だが、1969年には10丁程度の消音デストロイヤー・カービンが、アメリカ陸軍による実戦試験のためにベトナムへと送られている。
その後、アメリカ陸軍が改めて消音カービンの発注を行った頃には、スペイン製デストロイヤー・カービンの供給が枯渇しつつあった。そのため、消音デストロイヤー・カービンの評価を踏まえつつ、レミントン M788ライフルを原型に、モスバーグ製4倍スコープを取り付け、さらに改造を加えたワルサーP38用弾倉を取り付けられるように施したした9mm消音カービンが新たに設計された。アメリカ陸軍が入手した消音カービンは大部分がこのモデルだが、実際にどれだけ調達されたのかは定かではない。